# IV Cuerpo de Ejército (Argentina)
El IV Cuerpo de Ejército "Ejército de los Andes" (Cpo Ej IV) fue un cuerpo del Ejército Argentino con asiento en Santa Rosa. Fue una gran unidad de batalla dependiente del Comando en Jefe del Ejército, luego Jefatura del Estado Mayor General del Ejército (JEMGE).
Este cuerpo disuelto en 1991 alcanzó a portar semejante sobrenombre en honor al Ejército de los Andes de la Guerra de la Independencia Argentina, que ya había portado el Segundo Ejército del año 1938.

## Historia

### Orgánica
El IV Cuerpo de Ejército estuvo basado en la Guarnición Militar Salta en las décadas de 1960 y 1970 hasta su disolución.
El IV Cuerpo de Ejército fue reorganizado en 1981, con el nombre honorífico «Ejército de los Andes», que fuera utilizado por el Segundo Ejército. El nuevo cuerpo asumió la conducción de la VIII Brigada de Infantería de Montaña de Mendoza, que hasta entonces dependía del III Cuerpo de Ejército, así como la de la VI Brigada de Infantería de Montaña de Neuquén. Su primer comandante fue el general de división Llamil Reston.
Bajo su responsabilidad quedaron las provincias de Neuquén, La Pampa, Mendoza, San Luis, San Juan y la parte oeste de Río Negro.
Le dependían en forma directa —como formaciones— el Destacamento de Exploración de Caballería Blindado 161, el Grupo de Artillería 161, el Batallón de Comunicaciones 161 y la Compañía Policía Militar 161.

### Guerra de las Malvinas
Durante la Guerra de las Malvinas, el IV Cuerpo de Ejército no movilizó sus fuerzas, ni para enviar fuerzas a las Malvinas ni para proteger la frontera con Chile.

### Sublevaciones militares de 1987
En 1987 y durante el episodio conocido como la «Semana Santa», el IV Cuerpo de Ejército recibió la tarea de recuperar al sublevado cuartel del Regimiento de Infantería Aerotransportado 14 (RI Aerot 14) de Córdoba; al final el conflicto se resolvió sin recurrir a las armas.

### Disolución
En 1991 se disolvió y sus elementos dependientes pasaron a la órbita del III Cuerpo de Ejército.

## Organización
- Comando de IV Cuerpo de Ejército
  - Destacamento de Exploración de Caballería Blindado 161
  - Grupo de Artillería 161
  - Batallón de Comunicaciones 161
  - Batallón de Ingenieros 161
  - Compañía Policía Militar 161